# James "Sugar Boy" Crawford
James "Sugar Boy" Crawford, Jr. (New Orleans, 12 oktober 1934 - aldaar, 25 september 2012) was een Amerikaans rhythm-and-blues-muzikant uit New Orleans. Hij is de auteur van "Jock-A-Mo", een hit die later werd herschapen onder de titel "Iko Iko" door The Dixie Cups en opgenomen door tal van artiesten, waaronder Dr. John, The Belle Stars en  Captain Jack.

## Biografie
Eerst op de trombone vormde Crawford een groep met de lokale DJ Doctor Daddy-O genaamd de Chapaka Shawee (Creools voor "We Are not Raccoons"), de titel van een instrumentaal nummer dat ze speelden. Ondertekend door Leonard Chess, de president van Chess Records, werd de groep omgedoopt tot Sugar Boy and His Cane Cutters.
Hoewel zijn nummer "Jock-A-Mo" een Mardi Gras-repertoire in New Orleans is geworden, heeft Crawford zich teruggetrokken van het podium. In een interview met het magazine OffBeat vertelt hij over het abrupte einde van zijn carrière in 1963, nadat hij werd aangehouden en geslagen met een pistool door een politieagent, die hem een langdurig ziekenhuisverblijf bezorgde, dwong hemzelf de muziekindustrie te verlaten. In 1969 besloot hij alleen in de kerk te zingen.
Crawford was in 1995 te gast op het album Let Them Talk van zijn kleinzoon Davell Crawford. Hij stond een paar keer op het podium met Davell, waaronder één op het New Orleans Jazz & Heritage Festival in 1996 en meest recentelijk op de zevende Ponderosa Stomp in april 2008. Onder de artiesten waarmee Crawford opnam, was Snooks Eaglin. In 2012 verscheen hij in David Simons HBO-televisieserie Treme, waar hij voert een evangelie uit. Hij stierf na een korte ziekte in het Canon Hospice een paar maanden na de uitzending van deze aflevering, op 15 september 2012, op 77-jarige leeftijd.
Op 25 juni 2019 vermeldde The New York Times Magazine James "Sugar Boy" Crawford onder honderden artiesten wiens materiaal naar verluidt werd vernietigd met de brand in Universal Studios Hollywood in 2008.

## Discografie

### Albums
- Sugarboy Crawford (Sugarboy Crawford - 1976)
- New Orleans Classics (James "Sugar Boy" Crawford - 1985)
- The Chronological “Sugar Boy” Crawford 1953-1954 (Sugar Boy Crawford - 2005)

### Singles
- I Don't Know What I'll Do (Sugar Boy and His Cane Cutters - 1953)
- Jock-A-Mo (Sugar Boy and His Cane Cutters - 1954)
- I Bowed on My Knees (Sugar Boy - 1954)
- You Gave Me Love (Sugar Boy - 1956)
- Morning Star (James "Sugarboy" Crawford - 1957)
- No One But You Dear (James "Sugarboy" Crawford - 1957)
- It's Over (James "Sugarboy" Crawford - 1958)
- White Christmas (James "Sugarboy" Crawford and His Cane Cutters - 1959)
- Danny Boy (James "Sugarboy" Crawford and His Cane Cutters - 1960)
- Have A Little Mercy (Sugar Boy Crawford - 1961)
- Mamma Won't You Turn Me Loose (Sugar Boy and The Sugar Lumps - 1963)

- Bibliothèque nationale de France: cb13900166b (data)
- International Standard Name Identifier: 0000 0003 7303 6832
- Library of Congress Control Number: n94078516
- MusicBrainz: 3a625c25-3f22-4899-abff-4ad7a33a590c
- SNAC: w6zh0gw4
- Virtual International Authority File: 69116950
- WorldCat: E39PBJvXhwq84JQRKDjhM4RYfq